# Kioto (novela)
Kioto (en japonés: Koto 古都,) es una novela escrita en 1962, por el escritor japonés Yasunari Kawabata, ganador del Premio Nobel de Literatura en 1968.

## Argumento
El libro cuenta la historia de Chieko, una joven que tiene que presenciar tanto la decadencia de la tienda de su familia, como de varios otros establecimientos comerciales de la antigua capital japonesa, Kioto. Regida por los cambios culturales impuestas por el periodo de la posguerra, Kyoto vive entonces bajo la influencia occidental, transcurriendo la historia en el periodo inmediatamente posterior a la retirada de las tropas de ocupación norteamericanas. Abandonada como bebé, Chieko es hija adoptiva de un fabricante de kimonos tradicionales en Kioto, y su padre adoptivo, Takichiro Sada, es un artista fallido, que ve como su tienda decae por la occidentalización de Japón.
En un paseo por el interior, en la aldea de Kitayama, se da un encuentro accidental entre Cheiko y su hermana gemela Naeko, criada desde la infancia en un ambiente jerárquicamente distinto al suyo. A partir de entonces, las dos hermanas intentan una acercarse, atrapadas por el destino que constantemente las sorprende. El lector se ve envuelto por la sutileza que brota de la sexualidad en las dos hermanas, mientras van por los paisajes y festivales de la antigua capital, centro de la cultura milenario japonesa.
Al final, Kawabata no entrega una resolución definitiva, el lector queda con la incertidumbre de cual es el futuro de las hermanas, pues el autor no ofrece la solución para sus dramas personales, pero insinúa la continuidad de su existencia.

## Características

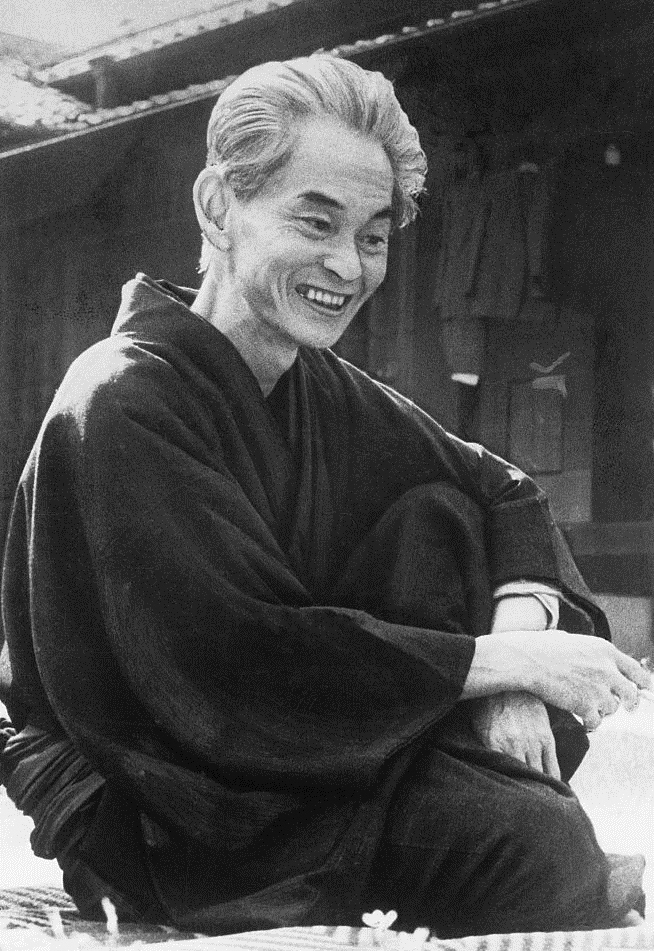
Yasunari Kawabata en 1968.

“Las páginas iniciales de la novela son un ejemplo de la delicada escritura de Kawabata. Con sus frases cortas y objetivas, sin ninguna prisa, añade, capa tras capa de nuevos elementos a la descripción de la primavera, introduciéndonos en un escenario en el cual Chieko y la naturaleza acaban por fundirse en una fascinante empatía”.”
En esta novela, “el ideal de belleza de Kawabata, íntimamente relacionado con la tradición, está una vez más comprometido con los cambios y con la occidentalización de su país”.
El paso de las estaciones del año tiene gran importancia para la cultura japonesa, y la novela "Kioto" acompaña ese movimiento estético, a través de escritura intimista y lírica, dado que Kawabata fue uno de los partidarios de la corriente neo-sensorialista shinkankakuha ("Sensaciones Literarias") de la vanguardia japonesa.
Otra tradición secular que ocurre en el romance es el ritual de la fabricación de kimonos, que va desde la elaboración de las estampas hasta su adaptación a la estación apropiada del año, con colores y dibujos que expresan trazos de la personalidad de quien los viste.

## Adaptación
La novela fue adaptada en a la gran pantalla en 1963 con un largometraje japonés homónimo. Dirigida por Noboru Nakamura, fue nominada para al Óscar a la mejor película de habla no inglesa. Una segunda adaptación cinematográfica fue realizada en 1980 por el director Kon Ichikawa. La película fue la última en la que apareció la actriz Momoe Yamaguchi antes de retirarse del cine para casarse.
Otra adaptación cinematográfica, solo titulada Koto, dirigida por Yuki Saito, fue estrenada el 3 de diciembre de 2016.